# Sukur
Sukur je područje u lokalnom samoupravnom području Madagali, na visoravni planine Mandara, na sjeveroistoku Nigerije, u blizini granice s Kamerunom. 
Kulturni krajolik Sukura je upisan na UNESCO-ov popis mjesta svjetske baštine u Africi jer je "njegova palača Hidija ("poglavara") na brdu iznad sela s terasastim njivama i svetim simbolima, te ostaci nekada cvatuće proizvodnje željeza, predstavljaju izvanredno nedirnute ostatke bogate materijalne i duhovne kulture jednog naroda".

## Povijest
Dokazi obitovanja ljudi na ovom području još u neolitiku su pronađene mnoge peći, rudnici i mlinsko kamenje. Današnja dinastija Dur je uspostavljena u 17. stoljeću kada je Sukur postao vodeće područje za proizvodnju željeza za cijelu sjeveroistočnu Nigeriju, što je ostalo do početka 20. stoljeća. Od 1912. – 22., ovo područje je pohrao Hamman Yaje, vođa (Fulbe Lamido) susjednog plemena Madagali.
Nakon toga proizvodnja željeza je tijekom kolonijalnog razdoblja opadala i potpuno je ugasla 1960-ih. Uslijedile su velike migracije Sukurana u doline na sjeveru i jugu Sukura, tako je ovo područje ostalo gotovo nedirnuto svjedočanstvo nekada uspješne kulture.

## Znamenitosti
Palača Hidi iznad sela, sada ruševina, ima veliki politički i vjerski značaj za Sukurane. Naime, cijeli krajolik je utjelovljenje društvenog i gospodarskog sustava Sukurana kojima su Hidiji ("vladari") bili na vrhu brda, poljoprivrednici na terasma ispod, te rudari i njihovi rudnici na dnu brda. Do palače vode putovi popločani granitnim pločama, široki od 5 do 7 metara. Uz palaču se nalaze groblja s jednostavnim kamenim grobovima, osim onih Hidija koji su pokapani unutar palače, te djece koja su pokapana uz selo.
Sela ispod brda se sastoje od više kružnih obzida u kojima se nalaze jednostavne i malene kružne kuće od gline ili granitnog suhozida, sa slamnatim krovom. Neki od monolita, koji npr. uokviruju ulaze, su doneseni iz jako udaljenih mjesta.  U selu se nalaze brojni dijelovi izgrađeni od lokalnog granita, kao što su složeni i raskošni bunari, te pojila za stoku, žitnice i obrambene zidine.
Oko sela su mnoga terasasta polja koja su proizvod društvene podjele Sukurana, a ne iskorištavanja zemlje za poljoprivredu. Naime, oni su stoljećima uređivane i proširivane u duhu sukurske vjere, obilježene mnogim svetim drvećem, ulazima i svetištima (mnoga od terakote) na terasama.
Tu se nalazi i drvo Baobaba kojem seljani mole posjetitelje da ne prilaze, jer ono ima moć da svakog tko ga dodirne preobrazi u hermafrodite.
- Krajolik Sukura
- Harem palače Sukura
- Kraljevski put
- Starješina Dur Teka ispred svoje kuće
- Sukurani prave visoke bubnjeve tall nggu

## Vanjske poveznice
- Sukur: Kulturni krajolik planina Mandara (engl.)
- Photos from OUR PLACE the World Heritage collection  Arhivirana inačica izvorne stranice od 7. srpnja 2012. (Wayback Machine)